# クリス・ワイツ
クリス・ワイツ（Chris Weitz、本名: クリストファー・ジョン・ワイツ、Christopher John Weitz、1969年11月30日 - ）は、アメリカ合衆国の映画プロデューサー、映画監督、脚本家、俳優。

## 来歴
ニューヨーク市出身。父親はドイツ系のユダヤ系アメリカ人の小説家兼ファッションデザイナーのジョン・ワイツ（John Weitz）、母親はボヘミア・ユダヤ系（父系）アメリカ人の女優のスーザン・コーナー。兄は映画監督のポール・ワイツ。母方の祖父は映画プロデューサーのポール・コーナー、祖母はメキシコ人女優のルピータ・トバル（Lupita Tovar）。
兄のポールと共に映画製作を行い、1999年の『アメリカン・パイ』で映画監督デビュー。2002年公開の『アバウト・ア・ボーイ』でアカデミー脚色賞にノミネートされた。2007年公開の『ライラの冒険 黄金の羅針盤』でクリス単独で映画監督を務めた。
私生活では女優のメルセデス・マルティネス（Mercedes Martinez）と結婚。長男（セバスチャン）が誕生。

## フィルモグラフィ
| 年   | 作品名                                                                    | 役職                   | 備考                                                                                                 |
| ---- | ------------------------------------------------------------------------- | ---------------------- | --- |
| 1998 | アンツ Antz                                                               | 脚本                   | ポール・ワイツと共同脚本                                                                             |
| 1999 | アメリカン・パイ American Pie                                             | 監督（クレジットなし） | ポール・ワイツと共同監督                                                                             |
| 2000 | ナッティ・プロフェッサー2 クランプ家の面々 Nutty Professor II: The Klumps | 脚本                   | ポール・ワイツと共同脚本                                                                             |
| 2000 | チャック&バック Chuck & Buck                                              | 出演                   | チャック役                                                                                           |
| 2001 | アメリカン・サマー・ストーリー American Pie 2                             | 製作総指揮             | 『アメリカン・パイ』の続編 ポール・ワイツと共同製作総指揮                                            |
| 2001 | 天国からきたチャンピオン 2002 Down to Earth                               | 監督                   | ポール・ワイツと共同監督                                                                             |
| 2002 | アバウト・ア・ボーイ About a Boy                                          | 監督・脚本             | ポール・ワイツと共同監督・共同脚本 ノミネート - アカデミー脚色賞 ノミネート - 英国アカデミー賞脚色賞 |
| 2003 | アメリカン・パイ3:ウェディング大作戦 American Wedding                     | 製作総指揮             | 『アメリカン・サマー・ストーリー』の続編 ポール・ワイツと共同製作総指揮                              |
| 2004 | イン・グッド・カンパニー In Good Company                                  | 脚本・製作             | ポール・ワイツ監督 ポール・ワイツと共同製作                                                          |
| 2005 | Mr.&Mrs. スミス Mr. & Mrs. Smith                                          | 出演                   | マーティン・コールマン役                                                                             |
| 2006 | アメリカン・ドリームズ American Dreamz                                    | 製作総指揮             | ポール・ワイツ監督・脚本・製作                                                                       |
| 2007 | ライラの冒険 黄金の羅針盤 The Golden Compass                              | 監督・脚本             | ポール・ワイツ製作総指揮                                                                             |
| 2008 | キミに逢えたら! Nick and Norah's Infinite Playlist                        | 製作                   | ポール・ワイツと共同製作                                                                             |
| 2009 | ニュームーン/トワイライト・サーガ The Twilight Saga: New Moon             | 監督                   | |
| 2009 | シングルマン A Single Man                                                 | 製作                   | |
| 2011 | 明日を継ぐために A Better Life                                            | 監督・製作             | |
| 2012 | アメリカン・パイパイパイ!完結編 俺たちの同騒会 American Reunion           | 製作総指揮             | |
| 2015 | シンデレラ Cinderella                                                     | 脚本                   | |
| 2016 | ローグ・ワン/スター・ウォーズ・ストーリー Rogur One: A Star Wars Story    | 脚本                   | |
| 2017 | コロンバス Columbus                                                       | 製作                   | |
| 2018 | オペレーション・フィナーレ Operation Finale                               | 監督                   | |
| 2019 | フェアウェル The Farewell                                                 | 製作                   | |
| 2022 | ピノキオ Pinocchio                                                        | 脚本・製作             | |
| 2023 | ザ・クリエイター/創造者 The Creator                                       | 脚本                   | ギャレス・エドワーズと共同脚本                                                                       |